# Breakthru
A Breakthru a hatodik dal a brit Queen rockegyüttes 1989-es The Miracle albumáról. Az üteme 4/4-es, F dúrban íródott, és viszonylag gyors, percenként 180-as a ritmusa.
Bár az egész együttest jelölték szerzőnek, nagyrészt Roger Taylor dobos írta, a bevezetőben felhasználva Freddie Mercury énekes „A New Life Has Born” című dalkezdeményét. Elmondása szerint az együttes többi tagja is bele-beleszólt a dalírásba: „A dal végül bonyolultabb lett, mint ahogy terveztem. Azt hiszem a többiek meg akartak változtatni néhány kulcsot, amit én kifejezetten utálok, ezért én szívem szerint meghagytam volna az eredeti, egyszerűbb formában, de végül mégis ilyen túlbonyolított lett, csak hogy mindenki elégedett legyen.” A basszusvonalat szintetizátorral rögzítették, mivel az élő basszus „nem működött”, sehogy sem akart jól hangzani.
1989. június 19-én kislemezen is megjelent. A borítóján ugyanaz a kép szerepelt, mint a The Miracle-én, az együttes tagjainak egybeolvasztott arcképe, de itt csak a szemek látszódtak. A hetedik helyet érte el Angliában – Amerikában viszont nem került fel a listákra. A kritikusok vegyesen fogadták, a Kerrang! szerint „egy élő legendához ez egy gagyi”, a Dallas Morning News szerint „vidám dal nyugtalan, dübörgő szintetizátorhangzással.”
Nagy költségvetésű, látványos klipet forgattak hozzá, amelynek vonatos témáját John Deacon basszusgitáros és Mercury találta ki, mert a dal is olyan gyorsan zakatol, mint egy gyorsvonat. A klipben az együttes egy robogó vonat tetején adja elő a dalt. Két napig forgatták egy vidéki privát vasútvonalon. A „Miracle Express” névre keresztelt vonat ötven kilométeres óránkénti sebességgel haladt. Mercury nem volt elégedett a klip elején látható jelenettel, amikor a vonat egy falat tör át. A jelenetet úgy készítették, hogy egy alagút kijáratát hungarocell díszlettel zárták el, de amikor a vonat beérkezett az alagútba, még oda sem ért a hungarocellhez, azt a légnyomás már megrepesztette, így hiteltelenre sikerült a jelenet. Taylor akkori barátnője, Debbie Leng modell is szerepelt a filmben. A klip 200 ezer fontba került, és az együttes tagjai kétmillió fontra biztosították magukat a veszélyes jelenetek miatt.

## Közreműködők
- Ének: Freddie Mercury
- Háttérvokál: Roger Taylor

Hangszerek:
- Roger Taylor: Ludwig dobfelszerelés
- Brian May: Red Special
- Queen: Korg M szintetizátor
- John Deacon: Fender Precision Bass

## Kiadás és helyezések
| 7" kislemez (Parlophone QUEEN 11, Anglia) 1. Breakthru – 4:08 2. Stealin' – 3:59 7" kislemez (Capitol 7PRO 79685, Amerika) 1. Breakthru – 4:08 2. Breakthru 12" kislemez (Parlophone 12 QUEEN 11, Anglia) / CD (Parlophone CD QUEEN 11, Anglia) 1. Breakthru (extended) – 5:43 2. Breakthru – 4:08 3. Stealin' – 3:59 5" CD (Capitol DPRO-79746, Amerika) 1. Breakthru (now edit) – 3:31 2. Breakthru (almost now edit) – 3:47 3. Breakthru (extended) – 5:43 4. Breakthru – 4:08 | \| Év \| Lista \| Helyezés \| \| ---- \| ----------------------- \| -------- \| \| 1989 \| Brit kislemezlista[8] \| 7 \| \| 1989 \| Belgium Ultratop[9] \| 10 \| \| 1989 \| Hollandia MegaCharts[9] \| 6 \| \| 1989 \| Ír slágerlista[10] \| 6 \| \| 1989 \| Német slágerlista[9] \| 24 \| \| 1989 \| Svájci slágerlista[9] \| 24 \| |          |
| Év | Lista | Helyezés |
| 1989 | Brit kislemezlista | 7        |
| 1989 | Belgium Ultratop | 10       |
| 1989 | Hollandia MegaCharts | 6        |
| 1989 | Ír slágerlista | 6        |
| 1989 | Német slágerlista | 24       |
| 1989 | Svájci slágerlista | 24       |